# Leoncio Prado Gutiérrez

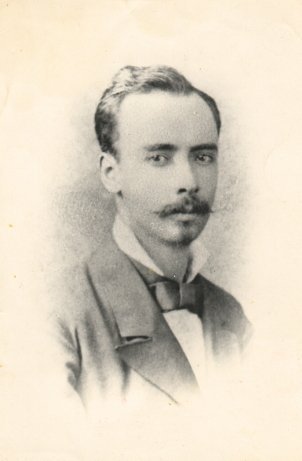
Leoncio Prado Gutiérrez.

Leoncio Prado Gutiérrez (1853-1883) var en peruansk sjöofficer, som utmärkte sig i olika strider, såväl i de olika konflikter som Peru hade som i aktioner utanför Peru. Under Stillahavskrigen avrättades Leoncio Prado den 15 juli 1883 i slaget vid Huamachuco av chilenska armén. Till hans minne grundades militärskolan Colegio Militar Leoncio Prado. Hans far, president Mariano Ignacio Prado, ledde förhandlingarna med Chile. Hans bror Manuel Prado Ugarteche valdes två gånger till konstitutionell president i Republiken Peru.